# John Palacio
John Maurice Palacio (* 24. April 1967) ist ein ehemaliger belizischer Leichtathlet.

## Sport
Palacio nahm an den Olympischen Sommerspielen 1992 in Barcelona teil. Im Wettlauf über 800 m schied er in den Vorläufen aus.
Er trat auch mit den Teamkollegen Emery Gill, Michael Joseph und Elston Shaw in der 4-mal-100-Meter-Staffel an. Die Mannschaft schied nach Disqualifikation in der Vorrunde aus.